# す、好きじゃない!
「す、好きじゃない!」（す、すきじゃない）は、日本の女性アイドルグループ・≠MEの楽曲。作詞は指原莉乃、作曲は水野谷怜が担当した。2022年8月3日に≠MEの4thシングルとしてキングレコードから発売された。楽曲のセンターポジションは冨田菜々風が務めた。

## 概要
Type-A・Type-B（CD+DVD）、アニメジャケット盤・ノイミー盤（CDのみ）の4形態でのリリース。

## アートワーク
ジャケット・アートワークのアートディレクションとデザインは大瀧由子が担当した。
| Type-A             | 全員                                                                           |
| Type-B             | 全員                                                                           |
| アニメジャケット盤 | 「最近雇ったメイドが怪しい」のキャラクター・リリスとゆうりの書き下ろしイラスト |
| ノイミー盤         | 全員                                                                           |

メンバーがジャケット写真で着用しているワンピースは、オサレカンパニーが運営するブランド「Felicites（フェリシテスト）」より商品化された。

## ミュージック・ビデオ
す、好きじゃない!
監督：吉川エリ、ウチボリシンペ / 振付：CRE8BOY
2022年7月3日に富士急ハイランド・コニファーフォレストで行われた「イコノイジョイ2022」昼公演にてサプライズで初解禁された。
MVの舞台は学校。1人の男性に12人の少女たちが一斉に告白をするため、ラブレターを必死に作る内容がPOPに描かれている。
僕たちのイマージュ
監督：江口香菜 / 振付：武田舞香
サマーチョコレート
監督：ナカジマセイト / 振付：CRE8BOY
こちらハッピー探検隊
監督：江口香菜 / 振付：西田一生

## メディアでの使用
す、好きじゃない!
朝日放送テレビ・テレビ朝日系アニメ『最近雇ったメイドが怪しい』主題歌。
僕たちのイマージュ
朝日放送テレビ・テレビ朝日系ドラマ『もしも、この気持ちを恋と呼ぶなら…。』主題歌。

## シングル収録トラック

### Type-A
| #         | タイトル                                | 作詞      | 作曲      | 編曲      | 時間  |
| --------- | --------------------------------------- | --------- | --------- | --------- | ----- |
| 1.        | 「す、好きじゃない!」                   | 指原莉乃  | 水野谷怜  | 如月結愛  | 3:35  |
| 2.        | 「僕たちのイマージュ」                  | 指原莉乃  | 塚田耕平  | めんま    | 4:24  |
| 3.        | 「す、好きじゃない! (off vocal ver.)」  |           | 水野谷怜  | 如月結愛  | 3:35  |
| 4.        | 「僕たちのイマージュ (off vocal ver.)」 |           | 塚田耕平  | めんま    | 4:24  |
| 合計時間: | 合計時間:                               | 合計時間: | 合計時間: | 合計時間: | 15:58 |

| #  | タイトル                                        | 作詞 | 作曲・編曲 | 監督                     |
| -- | ----------------------------------------------- | ---- | ---------- | ------------------------ |
| 1. | 「す、好きじゃない! Music Video」               |      |            | 吉川エリ、ウチボリシンペ |
| 2. | 「す、好きじゃない! Music Videoメイキング映像」 |      |            |                          |

### Type-B
| #         | タイトル                                | 作詞      | 作曲      | 編曲             | 時間  |
| --------- | --------------------------------------- | --------- | --------- | ---------------- | ----- |
| 1.        | 「す、好きじゃない!」                   | 指原莉乃  | 水野谷怜  | 如月結愛         | 3:35  |
| 2.        | 「サマーチョコレート」                  | 指原莉乃  | 加藤弘也  | 杉原亮、早川博隆 | 4:16  |
| 3.        | 「す、好きじゃない! (off vocal ver.)」  |           | 水野谷怜  | 如月結愛         | 3:35  |
| 4.        | 「サマーチョコレート (off vocal ver.)」 |           | 加藤弘也  | 杉原亮、早川博隆 | 4:16  |
| 合計時間: | 合計時間:                               | 合計時間: | 合計時間: | 合計時間:        | 15:42 |

| #  | タイトル                                                          | 作詞 | 作曲・編曲 | 監督 |
| -- | ----------------------------------------------------------------- | ---- | ---------- | ---- |
| 1. | 「特典映像『ノイミー学園 初夏の遠足〜みんなでクルクルかき氷〜』」 |      |            |      |

### アニメジャケット盤・ノイミー盤
| #         | タイトル                                  | 作詞      | 作曲       | 編曲      | 時間  |
| --------- | ----------------------------------------- | --------- | ---------- | --------- | ----- |
| 1.        | 「す、好きじゃない!」                     | 指原莉乃  | 水野谷怜   | 如月結愛  | 3:35  |
| 2.        | 「こちらハッピー探検隊」                  | 指原莉乃  | 小野寺祐輔 | 脇眞富    | 3:39  |
| 3.        | 「す、好きじゃない! (off vocal ver.)」    |           | 水野谷怜   | 如月結愛  | 3:35  |
| 4.        | 「こちらハッピー探検隊 (off vocal ver.)」 |           | 小野寺祐輔 | 脇眞富    | 3:39  |
| 合計時間: | 合計時間:                                 | 合計時間: | 合計時間:  | 合計時間: | 14:28 |

### Special Edition
| 全作詞: 指原莉乃。 |                          |           |            |                  |      |
| #                  | タイトル                 | 作詞      | 作曲       | 編曲             | 時間 |
| 1.                 | 「す、好きじゃない!」    | 指原莉乃  | 水野谷怜   | 如月結愛         | 3:35 |
| 2.                 | 「僕たちのイマージュ」   | 指原莉乃  | 塚田耕平   | めんま           | 4:24 |
| 3.                 | 「サマーチョコレート」   | 指原莉乃  | 加藤弘也   | 杉原亮、早川博隆 | 4:16 |
| 4.                 | 「こちらハッピー探検隊」 | 指原莉乃  | 小野寺祐輔 | 脇眞富           | 3:39 |
| 合計時間:          | 合計時間:                | 合計時間: | 合計時間:  | 15:54            |      |

## 歌唱メンバー
す、好きじゃない!
（センター：冨田菜々風）
- 尾木波菜、落合希来里、蟹沢萌子、河口夏音、川中子奈月心、櫻井もも、菅波美玲、鈴木瞳美、谷崎早耶、冨田菜々風、永田詩央里、本田珠由記

僕たちのイマージュ
（センター：冨田菜々風）
- 尾木波菜、落合希来里、蟹沢萌子、河口夏音、川中子奈月心、櫻井もも、菅波美玲、鈴木瞳美、谷崎早耶、冨田菜々風、永田詩央里、本田珠由記

サマーチョコレート
- 鈴木瞳美、谷崎早耶

こちらハッピー探検隊
（センター：河口夏音）
- 落合希来里、河口夏音、櫻井もも、永田詩央里、本田珠由記